# Terry McAuliffe

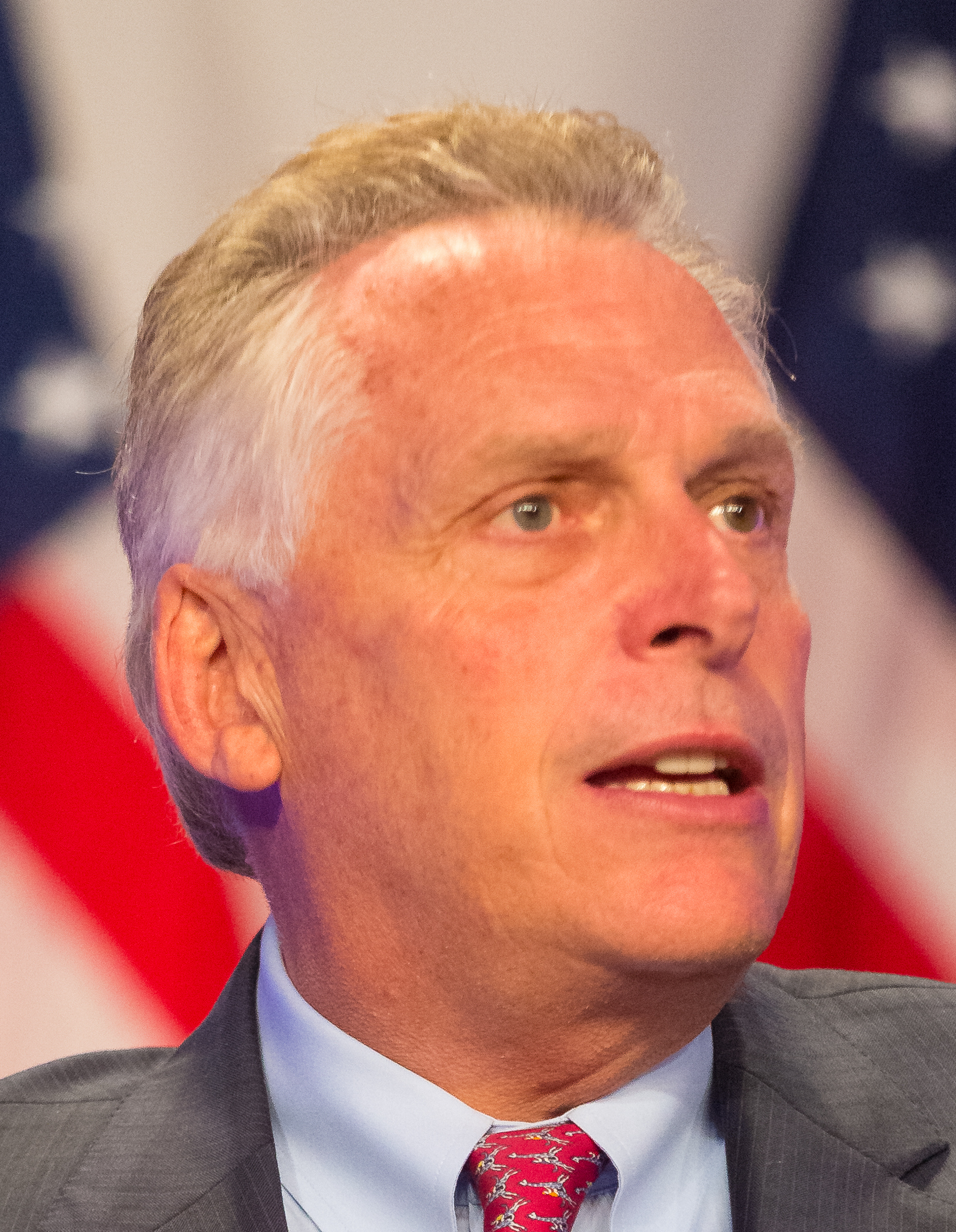
Terry McAuliffe (2016)

Terence Richard „Terry“ McAuliffe (* 9. Februar 1957 in Syracuse, New York) ist ein US-amerikanischer Unternehmer und Politiker der Demokratischen Partei. Der Co-Leiter der Wiederwahlkampagne Bill Clintons als Präsident 1996 wurde ein wichtiger Parteispendensammler und war von 2001 bis 2005 Vorsitzender des Democratic National Committee. 2008 leitete er die Präsidentschaftswahlkampagne Hillary Clintons und war von 2014 bis 2018 Gouverneur des US-Bundesstaates Virginia.

## Werdegang und politischer Aufstieg
McAuliffe ist der Sohn des Immobilienmaklers Jack McAuliffe, der nebenher Schatzmeister der lokalen Demokratischen Partei war.  Er ist Abkömmling irischer Einwanderer und praktizierender Katholik. Seinen Highschool-Abschluss machte er 1975 an der Bishop Ludden Junior/Senior High School.
Seinen Bachelor erhielt McAufiffe 1979 an der Catholic University of America in Washington, D.C. Nach seiner Graduierung übernahm er einen Job bei der Wiederwahlkampagne von Jimmy Carter und wurde als 22-Jähriger deren nationaler Finanzchef. Im Anschluss absolvierte er ein Studium der Rechtswissenschaft an der Georgetown University in Washington, D.C., erhielt seinen juristischen Doktorgrad 1984.
Bereits mit 14 Jahren startete McAuliffe sein erstes eigenes Kleinunternehmen: McAuliffe Driveway Maintenance, eine Parkplatzbewachung. Die Washington Post fasste zusammen, McAuliffe habe ein Millionenvermögen erworben als „Banker, Immobilienmakler, Bauunternehmer, Hotelbesitzer und Internet Venture Capitalist“.

## Gouverneur von Virginia

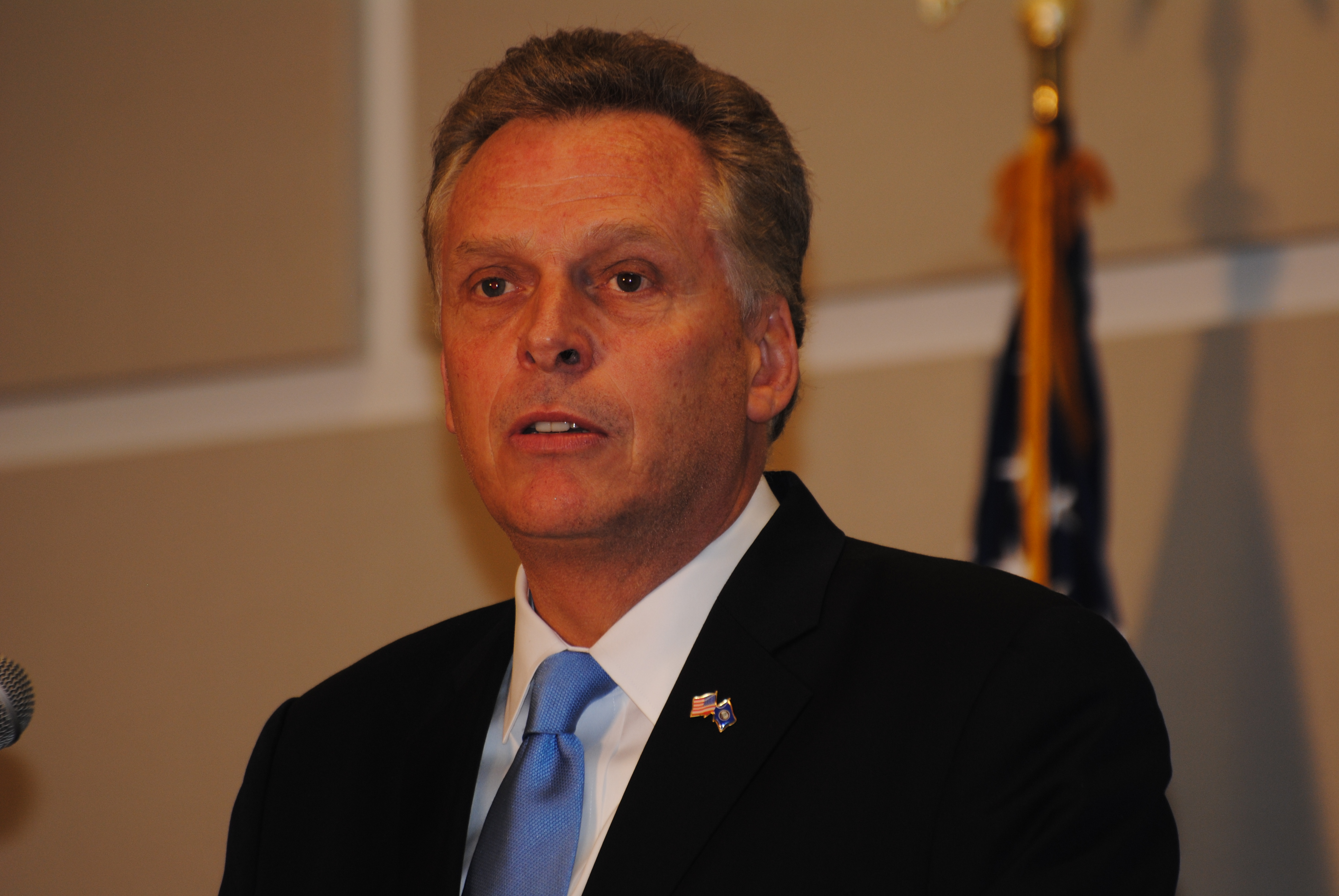
McAuliffe im Jahr 2013

Bereits im Jahr 2009 bewarb sich McAuliffe darum, demokratischer Kandidat für die Wahl zum Gouverneur von Virginia zu werden. In der Primary seiner Partei erreichte er aber lediglich 26,4 % der Stimmen und damit Platz zwei hinter Creigh Deeds, der auf einen Anteil von 49,8 % kam. Deeds unterlag anschließend dem Republikaner Bob McDonnell.
Vier Jahre später wurde McAuliffe ohne Gegenkandidat von den Demokraten nominiert. Bei der Wahl im November 2013 gewann er mit 47,8 % der Stimmen gegen den republikanischen Bewerber Ken Cuccinelli (45,2 %). Da der libertäre Kandidat Robert Sarvis 6,5 % der Stimmen auf sich vereinigen konnte, erreichte McAuliffe zwar keine absolute Mehrheit, jedoch ist diese für die Wahl nicht vorgesehen. Der Wahlkampf galt als eine der am härtesten geführten Auseinandersetzungen in der Politik der Vereinigten Staaten und galt als Test für bundespolitische Strategien. So gilt die Arbeit von McAuliffes Wahlkampfmanager Robby Mook, dem ein großer Anteil am Sieg zugeschrieben wird, als Voraussetzung dafür, dass Hillary Clinton ihn 2015 als Manager ihrer Präsidentschafts-Kampagne für 2016 vorstellte. An McAuliffes Seite wurde mit Ralph Northam ein weiterer Demokrat zum Vizegouverneur gewählt. Die Wahl des Demokraten McAuliffe während der Präsidentschaft des Demokraten Barack Obama war insofern bemerkenswert, da bei jeder Gouverneurswahl seit 1965 stets die Partei des amtierenden US-Präsidenten unterlegen war. 
Da Virginia als einziger US-Bundesstaat den amtierenden Gouverneur von einer direkten Wiederwahl ausschließt, konnte McAuliffe bei der Wahl im November 2017 nicht erneut antreten. Zum neuen Gouverneur wurde sein bisheriger Stellvertreter Ralph Northam gewählt, der sein Amt am 13. Januar 2018 antrat.
Im Dezember 2020 kündigte McAuliffe an, bei der Gouverneurswahl am 2. November 2021 erneut für das Amt kandidieren zu wollen. Trotz mehrerer Mitbewerber um die Kandidatur der Demokraten ging er als Favorit in das Rennen und wäre im Falle eines Wahlsieges Anfang 2022 an die Spitze des Bundesstaates zurückgekehrt. McAuliffe hatte sich zuvor im Präsidentschaftswahlkampf 2020 für Joe Biden und lokale demokratische Bewerber engagiert. Dabei half er seiner Partei, die Mehrheit im bundesstaatlichen Parlament durch deutliche Zugewinne an Sitzen zu sichern. Für seinen Wahlkampf erklärte McAuliffe insbesondere das Thema Bildung zur Priorität. Als Vertreter des gemäßigten Parteiflügels lehnt er jedoch einen Schwenk zur politischen Linken eher ab. McAuliffe unterlag seinem republikanischen Konkurrenten Glenn Youngkin.